# Hermann Neuhoff
Hermann Neuhoff, nemški častnik, vojaški pilot in letalski as, * 11. april 1918, Rheinhausen, † 17. januar 2006, Rheinhausen.

## Življenjepis
Hermann Neuhoff se je Luftwaffe pridružil že pred izbruhom druge svetovne vojne in se začel uriti za vojaškega pilota lovskega letala. Ob izbruhu vojne je služil v 3./JG 53, 3. oktobra 1939 pa je bil dodeljen novo ustanovljenemu III./JG 53, ki je deloval na področju Wiesbaden-Erbenheim. Dodeljen je bil v 7./JG 53, ki mu je takrat poveljeval nadporočnik Wolf-Dietrich Wilcke. Svojo prvo zračno zmago je dosegel 2. marca 1940, ko je sestrelil britanskega lovca Hawker Hurricane jugozahodno od mesta Diedenhofen. 
Letalski as je postal med bitko za Francijo, ko je sestrelil še štiri sovražna letala. Med bitko za Britanijo je dosegel še štiri zmage, kasneje pa je bil s svojo enoto premeščen na vzhodno fronto. 
Na vzhodni fronti je bil zelo uspešen in je 4. avgusta 1941 zabeležil že svojo 20. zračno zmago, ko je sestrelil sovjetski lahki bombnik Iljušin DB-7. Za trideseto zmago je 19. septembra istega leta sestrelil sovjetskega lovca Polikarpov I-18.
Skupaj s III./JG 53 je bil novembra 1941 Neuhoff premeščen na območje Sredozemlja. Med 11. in 14. decembrom je nad Severno Afriko sestrelil pet britanskih letal, nato pa so ga imenovali za inštruktorja. Med tem časom je začel obiskovati tudi šolo za častnike in se je šele marca 1942 s činom poročnika vrnil v svojo enoto. III./JG 53 je bil takrat stacioniran na Siciliji in je sodeloval v bojih nad Malto. Med služenjem v 7./JG 53 je nad tem otokom sestrelil še štiri britanska letala. 
9. aprila je bil Neuhoff imenovan za Staffelkapitäna 6./JG 53, na mestu katerega je zamenjal nadporočnika Helmuta Belserja, ki je postal Staffelkapitän 8./JG 53. 
10. aprila 1942 je Neuhoff vodil svojo enoto v napad na tri britanske lovse Supermarine Spitfire. V boju je bil njegov Messerschmitt Bf 109 F-4 (W. Nr. 7375) “Rumena 1” zadet. Iz zadetega letala je Neuhoff izskočil s padalom in bil ob pristanku zajet. Postal je vojni ujetnik, njegova nadaljnja usoda pa ni znana. 
Uradno poročilo pravi, da ga je sestrelil kanadski letalski as Garth Horricks. Piloti iz Neuhoffove skupine pa so po vrnitvi povedali, da je Neuhoffa po pomoti sestrelil nemški as Werner Schöw iz 1./JG 53. V odsotnosti je bil Neuhoff 19. junija 1942 odlikovan z Viteškim križem.
Hermann Neuhoff je na 452 bojnih nalogah sestrelil 40 sovražnih letal, 23 od njih na vzhodni fronti. 

## Odlikovanja
- Viteški križ železnega križca (19. junij 1942)